# Lomtjärnen (Arvidsjaurs socken, Lappland, 729842-166808)
Lomtjärnen är en sjö i Arvidsjaurs kommun i Lappland och ingår i Åbyälvens huvudavrinningsområde. Sjön har en area på 0,0423 kvadratkilometer och ligger 386,8 meter över havet. Lomtjärnen ligger i Åbyälven Natura 2000-område.

## Delavrinningsområde
Lomtjärnen ingår i det delavrinningsområde (729607-166436) som SMHI kallar för Utloppet av Guorpajaure. Medelhöjden är 437 meter över havet och ytan är 22,98 kvadratkilometer. Räknas de 4 avrinningsområdena uppströms in blir den ackumulerade arean 129,68 kvadratkilometer. Avrinningsområdets utflöde Åbyälven mynnar i havet. Avrinningsområdet består mestadels av skog (81 procent) och sankmarker (12 procent). Avrinningsområdet har 0,96 kvadratkilometer vattenytor vilket ger det en sjöprocent på 4,2 procent.